# Cycle d'orientation (Genève)
Le cycle d'orientation (CO) est la première partie du système d'enseignement secondaire en place dans le canton de Genève (Suisse). Il se divise en trois années (9e, 10e et 11e) et marque la fin de la scolarisation obligatoire à l'âge de 15 ans environ. Toutefois, la formation à Genève est obligatoire jusqu'à 18 ans.

## Historique
Dès les années 1920, le conseiller d'État socialiste André Oltramare ouvre un débat sur la création d'une école moyenne en souhaitant que les élèves de la classe ouvrière aient ainsi la possibilité de faire des études.
Au début des années 1960, cette idée réémerge par l'entremise du conseiller d'État radical Alfred Borel, chef du département de l'instruction publique, qui prépare un projet en réponse à une initiative des jeunes radicaux datant de 1961 et demandant la démocratisation des études. Au départ, il est prévu que la 7e année (aujourd'hui 9e année) soit mise sur pied sous la forme d'un tronc commun.
Mais Borel ne peut mettre en œuvre son projet en raison de sa non-réélection aux élections de 1961. C'est son successeur socialiste André Chavanne qui met en place et développe véritablement le système actuel avec l'encouragement des communes genevoises qui voient là une occasion de réduire le nombre d'écoles qu'elles doivent construire puisque la création du cycle d'orientation réduit d'un an la durée de la scolarité primaire.
En juin 1962, lors d'un séminaire à Chexbres, des enseignants préparent à la hâte les programmes, méthodes, moyens d'enseignement et jusqu'à la formation des maîtres.
Ainsi, à la rentrée 1962, les différents types d'études longues ou courtes (humanistes ou professionnelles) sont regroupés dans une institution unique dénommée cycle d'orientation. Mais face à une levée de boucliers, en particulier des syndicats patronaux, Chavanne doit se résoudre à renoncer au tronc commun pour la 7e année (aujourd'hui 9e année) pour ne pas mettre en péril toute la réforme.
Le premier établissement du genre, celui de la Florence, qui est destiné aux seules jeunes filles, est ouvert. La mixité ne sera introduite dans les différents cycles d'orientation qu'en 1969.
Chavanne, chargé du département de l'instruction publique jusqu'en 1985, complétera cette réforme. Il favorise également la démocratisation des études par diverses mesures financières. C'est pourquoi il est reconnu comme le véritable père des réformes du système éducatif genevois comme le cycle d'orientation, mais aussi le collège du soir, l'école de culture générale et l'université du 3e âge.

## Description
Le Cycle d'orientation genevois se compose à sa création de 5 sections: une pratique, une générale, une moderne, une scientifique et une latine.
La première année scolaire du cycle d'orientation (9e) se divise en trois regroupements : R1, R2 et R3. Les élèves y sont répartis en fonction de leurs résultats scolaires à l'issue de l'école primaire. Les deux années suivantes (10e et 11e) sont divisées en trois sections : communication et technologie (CT), langues vivantes et communication (LC) et littéraire-scientifique avec profil latin ou langues vivantes ou sciences (LS). Les élèves sont orientés dans ces sections en fonction de leur choix et de leurs résultats.
Il est possible de réorienter un élève en cours d'année scolaire ou à la fin de celle-ci (d'un regroupement à un autre ou d'une section à une autre) en se basant sur les conditions fixées par le règlement.

## Répartition géographique
Le canton de Genève compte 19 cycles d'orientation,.
La direction générale de l'enseignement obligatoire - cycle d'orientation (DGEO-CO) est situé au chemin de l'Écho 5A - 1213 Onex.
| Établissement       | Inauguration                                                 | Quartier                   | Lien internet |
| ------------------- | ------------------------------------------------------------ | -------------------------- | ------------- |
| CO Aubépine         |                                                              | Plainpalais (Hôpital)      | Lien          |
| CO Bois-Caran       | 1971                                                         | Collonge-Bellerive         | Lien          |
| CO Budé             | 1971 (aile "Salève" rénové en 2013 et l’aile "Jura" en 2019) | Petit-Saconnex             | Lien          |
| CO Cayla            | Pavillons provisoires: 1964 - Nouveau bâtiment: 2008         | Charmilles                 | Lien          |
| CO Colombières      | 1975                                                         | Versoix                    | Lien          |
| CO Coudriers        | 1973                                                         | Petit-Saconnex (Balexert)  | Lien          |
| CO Drize            | 2010                                                         | Carouge (Bachet-de-Pesay)  | Lien          |
| CO Florence         | 1960 - Extension 1970 - Extension 2005                       | Chêne-Bougeries (Conches)  | Lien          |
| CO Foron            | 1973                                                         | Thônex                     | Lien          |
| CO Golette          | 1971                                                         | Meyrin                     | Lien          |
| CO Gradelle         |                                                              | Chêne-Bougeries            | Lien          |
| CO Grandes-Communes | 1979                                                         | Petit-Lancy                | Lien          |
| CO Marais           | 1967                                                         | Onex                       | Lien          |
| CO Montbrillant     | 2003                                                         | Nations (Varembé)          | Lien          |
| CO Pinchat          | 1965                                                         | Carouge (plateau de Vessy) | Lien          |
| CO Renard           | 1968                                                         | Aïre                       | Lien          |
| CO Sécheron         | 1972                                                         | Pâquis                     | Lien          |
| CO Voirets          | 1971                                                         | Plan-les-Ouates            | Lien          |
| CO Vuillonnex       | 1976                                                         | Confignon/Bernex (Genève)  | Lien          |

## Personnalités
Anciens enseignants
- Maurice Aufair, ancien enseignant de diction.
- David Hiler, ancien enseignant.
- Philippe Béran, ancien enseignant de musique.
- Chloé Frammery, ancienne enseignante de mathématiques.
- Jacques Guyonnet, ancien enseignant de musique
- Claude Richardet, ancien enseignant de cinéma.

Enseignants actuels
- Nathalie Dubey, enseignante de diction et de théâtre.
- Florian Eglin, enseignant de français.

## Sources
1. ↑  « La formation obligatoire jusqu'à 18 ans », sur ge.ch, 7 octobre 2023 (consulté le 5 mai 2025)
2. ↑  « Borel, Alfred » dans le Dictionnaire historique de la Suisse en ligne.
3. ↑  Daniel Bain et Fiorella Gabriel, daniel bain... quelle histoire! Les débuts du CO. Y a-t-il un psychologue dans l'école?, Genève, développement et innovation pédagogique au cycle d'orientation, décembre 1999, 134 p., p. 1
4. ↑  « Chavanne, André », sur hls-dhs-dss.ch (consulté le 10 juillet 2023)
5. ↑  « Bienvenue au cycle d'orientation », sur GE.CH – République et canton de Genève, 6 mars 2019 (consulté le 27 mars 2019)
6. ↑  « C 1 10.26 - Règlement du cycle d'orientation (RCO) », sur www.ge.ch (consulté le 27 mars 2019)
7. ↑  « Contacter ou trouver un cycle d'orientation », sur ge.ch (consulté le 5 septembre 2022).
8. ↑  Règlement du cycle d’orientation [PDF].

#### Suisse
- Degré secondaire I en Suisse
- Cycle d'orientation
- Cycle d'orientation (Fribourg)
- Cycle d'orientation (Valais)
- École secondaire du Canton de Vaud
- Association refaire l'école (ARLE)
- Réseau école et laïcité (RÉEL)

#### Pays francophones
- École secondaire en Belgique
- Collège en France
- École secondaire au Québec